# إدريس علي
إدريس علي (5 أكتوبر 1940 ـ 30 نوفمبر 2010) هو روائي وقاص نوبي مصري، حاصل على جائزة الدولة التشجيعية وجائزة أفضل رواية مصرية.

## حياته
ولد إدريس علي في قرية قرشة بمحافظة أسوان لأسرة نوبية بسيطة، ولم تمكنه ظروف أسرته الاقتصادية من تلقي قد كافٍ من التعليم النظامي، فعمل في مهن عديدة قبل أن يصل إلى وظيفة بسيطة في إحدى شركات المقاولات.
سافر إدريس علي صغيرًا إلى القاهرة ليلحق بأبيه الذي كان يعمل بها في عمل متواضع، فانضم إلى أبيه وعاش معه في حي بولاق أبو العلا، وهناك قضى سنوات الصبا، وألحقه أبوه بأحد الكتاتيب لتعلم القراءة والكتابة وبعض سور القرآن الكريم.
نقله أبوه لاجقًا إلى مدرسة ابتدائية بحي عابدين، لكنه ضاق ذرعًا بدروسها ودأب على الهروب منها، فلم يجد أبوه إلا أن يلحقه بالعمل بعد أن يئس من تعليمه، فتركه يساعده في البداية في أعمال النظافة المكلف بها في عمله، ثم تقلب في العديد من الأعمال المعاونة البسيطة التي لا تحتاج لمهارة معينة حتى التحق للعمل خادمًا لدى إحدى الأسر.
لاحقًا أخبر إدريس علي الروائي النوبي حسن نور أن سيدة هذه الأسرة كانت قارئة نهمة، وأنها دخلت عليه ذات يوم فوجدته يقرأ في كتاب، ولما عرفت حبه للقراءة أخذت تمده بما عندها من قصص وروايات ليقرأها، وساعدته في اختيار ما يقرأ، ثم بدأ يتردد على مكتبات السفارات الأجنبية فقرأ لغوركي وتولستوي وتشيخوف وألبرتو مورافيا وغيرهم.
انخرط إدريس علي في منتصف الستينيات ـ متطوعًا ـ في سلاح حرس الحدود، وظل يخدم في الجيش لسنوات طويلة شارك خلالها فترة في حرب اليمن، وهي التجربة التي كتب عنها في روايته «تحت خط الفقر»، ثم أعفي من الخدمة العسكرية لأسباب صحية ليواجه الفقر مرة أخرى، بعد أن صار مسؤولًا عن زوجة وأطفال، رغم وعد تلقاه من أحد المسؤولين بمجلة صباح الخير بتعيينه بمؤسسة روز اليوسف، لكن ذلك لم يحدث، وضاق الحال بإدريس علي ففكر في الانتحار، لكنه في النهاية نجح في الحصول على وظيفة بسيطة في إحدى شركات "المقاولون العرب"، وهي الوظيفة التي ظل فيها حتى خروجه إلى المعاش في يناير 1999.

## أدبه
نشر إدريس علي أولى قصصه سنة 1969، وكان ذلك في مجلة صباح الخير، ثم نُشرت له ست روايات وثلاث مجموعات قصصية. لمع إدريس علي كأديب نوبي بعد نشر رواياته «دنقلة»، التي ترجمها إلى الإنجليزية بيتر ثيروكس ونشر الترجمة قسم النشر بالجامعة الأمريكية بالقاهرة، وفازت الترجمة بجائزة أركنساس للترجمة العربية سنة 1997.
تأثرت كتابات إدريس علي بخوضه عدة تجارب، من بينها خوضه حرب اليمن مجندًا بالجيش المصري، وعمله في ليبيا في الفترة بين عامي 1976 و1980.
تتناول أعمال إدريس علي في معظمها الحياة في النوبة، موطن الكاتب. وقد كان إدريس علي من أبرز المنددين بالأوضاع السيئة التي يعيش فيها أهل النوبة، وبضياع أراضي النوبة عقب بناء السد العالي في الستينيات والسبعينيات. كتب إدريس علي واصفًا حياة أهل النوبة:
فازت روايته «انفجار جمجمة» ـ التي كانت ثمرة لأول منحة تفرغ حصل عليها ـ بجائزة أفضل رواية مصرية من معرض القاهرة الدولي للكتاب سنة 1999 وجائزة الدولة التشجيعية، مما أنعش حالته المادية إلى حد ما، وهي الحالة التي كتب عنها في سيرته الذاتية «تحت خط الفقر». وتسببت روايته الأخيرة «الزعيم يحلق شعره» (2010) في جدل كبير عقب منعها في معرض القاهرة الدولي للكتاب لانتقادها نظام القذافي.
اشتهر إدريس علي بالمعارك التي كان يخلقها حول كتاباته، وبتصريحاته المثيرة للجدل (من بينها تصريحاته عن رغبته في السفر إلى إسرائيل)، وبمحاولاته المتعددة للانتحار في أواخر حياته نتيجة الحالة النفسية السيئة التي عاناها عقب وفاة ابنه.
من أعماله الأخرى «واحد ضد الجميع» (أولى مجموعاته القصصية) و«المبعدون» و«وقائع غرق السفينة» و«اللعب فوق جبال النوبة» و«النوبي».